# Mexquitic de Carmona
Mexquitic de Carmona là một đô thị thuộc bang San Luis Potosí, México. Năm 2005, dân số của đô thị này là 48484 người.